# Пјаначе (Пезаро и Урбино)
Пјаначе је насеље у Италији у округу Пезаро и Урбино, региону Марке.
Према процени из 2011. у насељу је живело 65 становника. Насеље се налази на надморској висини од 190 м.